# Manège du Premier Corps de Cadets
Le Manège du Premier Corps de Cadets est un monument architectural situé à Saint-Pétersbourg, sur le quai de l'Université, sur l'île Vassilievski.

## Histoire
Le site appartenait à l'origine au domaine d'Alexandre Menchikov. En 1713-1714, l'architecte Gottfried Schädel a construit ici l'église en briques de la Résurrection du Christ avec un haut clocher ; en 1730, elle  fut démantelée et les carillons du clocher furent donnés à l'église des Saints Syméon et Anne.
D'après le projet de I. Blanca en 1734, le premier bâtiment du Premier corps de cadets, situé auparavant dans le palais Menchikov, fut construit. L'édifice en bois se délabra rapidement et le bureau du corps de cadets envoya une pétition pour la construction d'un nouveau bâtiment au prince Boris Grigorievitch Ioussoupov.
L'édifice a été construit en 1756-1759,.
Les bâtiments sont décorés différemment. La façade principale présente un riche dessin décoratif ;  au-dessus de la partie centrale, il y a un fronton (semblable à celui qui décorait auparavant le palais Menchikov, projet que le bâtiment imite). Au XVIIIe et début du XIXe siècle, la façade principale fermait la perspective du pont Saint-Isaac. Le bâtiment de façade était destiné aux invités de marque qui assistaient à l'entraînement des cadets dans l'arène. Depuis le milieu du XIXe siècle, le bâtiment abritait la Direction générale des établissements d'enseignement militaire et les archives furent occupées pendant quelque temps par une imprimerie.
Dans les années 1870 des extensions d'un étage ont été réalisées, qui ont été démantelées en 1953-1954.
À l'époque soviétique, l'arène continuait d'appartenir au département militaire. Le bâtiment a été abandonné dans les années 1990. En 2003, il a été restauré. Depuis, le bâtiment est utilisé comme restaurant.

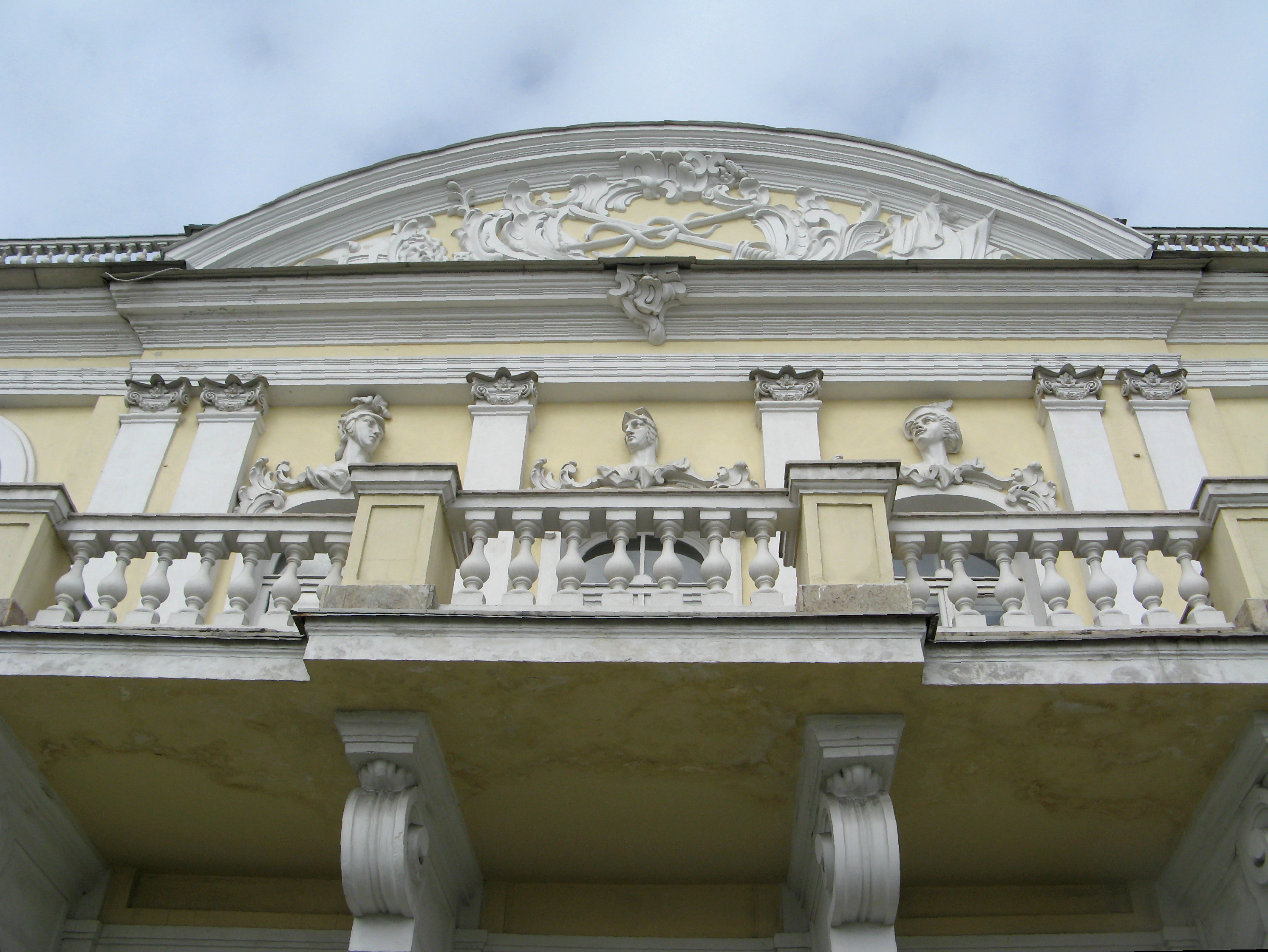
Moulure en stuc de la partie centrale de la façade avant
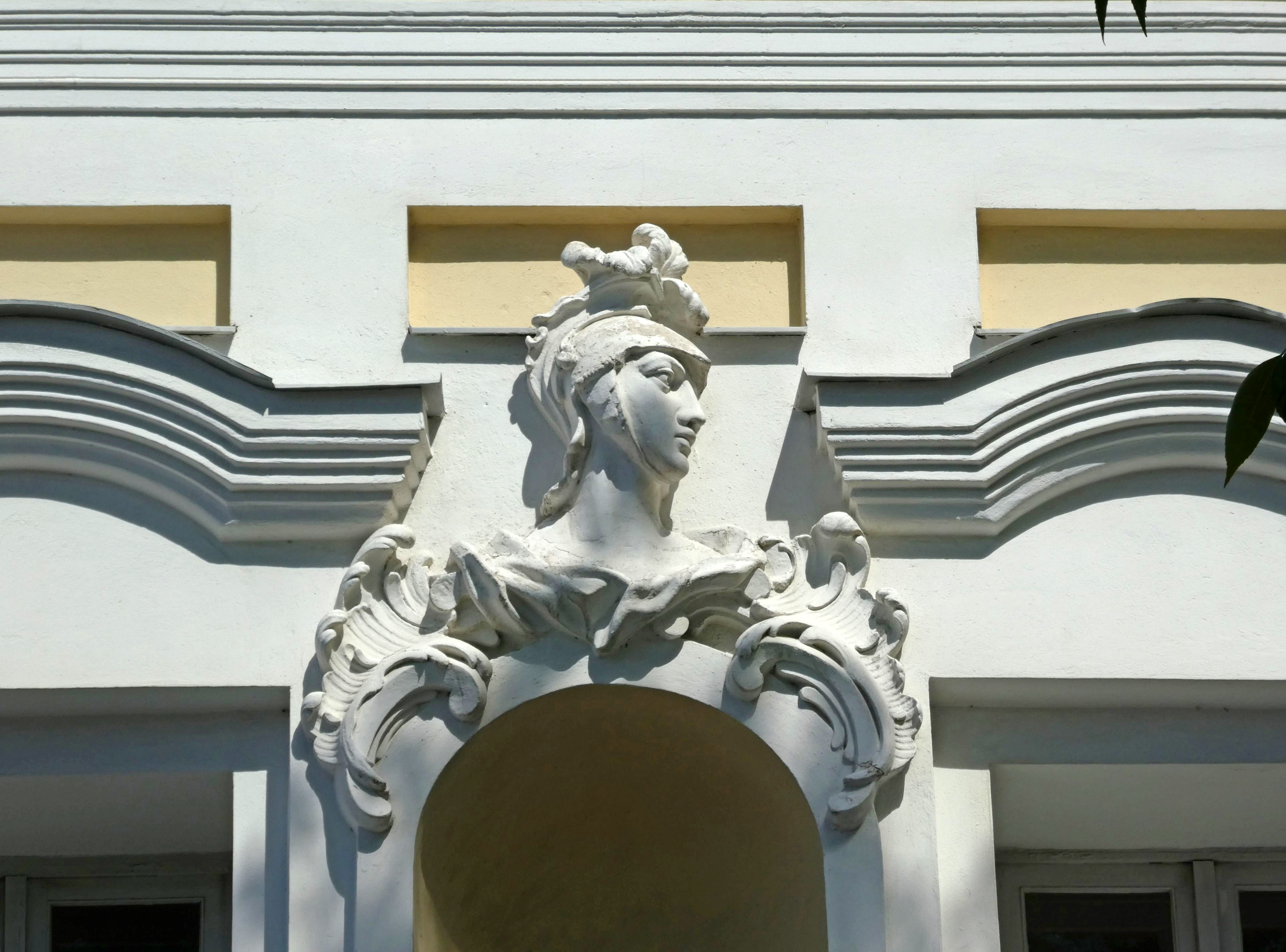
Moulure en stuc de la façade latérale
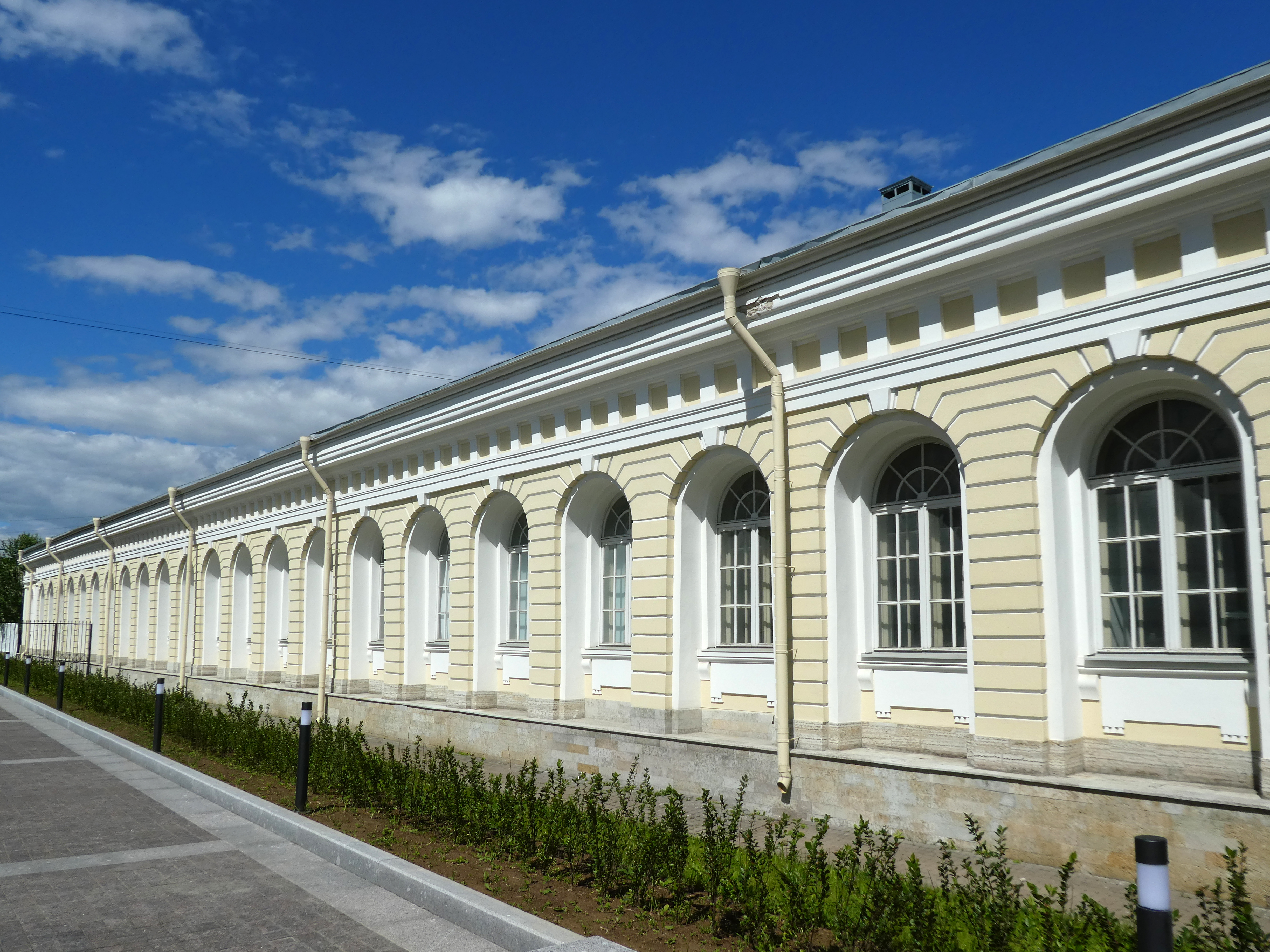
Bâtiment du Manège